# Babina
Babina je manjše naselje in istoimenski zaliv na otoku Korčuli (Hrvaška).
Babina je ribiško naselje na koncu ozkega zaliva, okoli katerega so razporejene hiše, in manjše sidrišče, ki je izpostavljeno severnemu vetru. Kraj leži na severni strani otoka v dnu globoke doline »Babin Dol«, skozi katero vodi pot do naselja Čara, od katerega je oddaljena okoli 5 km.